# Двойной червонец
Двойной червонец — золотая монета двойной толщины, по сравнению с обычным золотым червонцем. Не имеет фиксированного номинала. Чеканилась при Петре I c 1701 по 1714 год и при Елизавете Петровне с 1749 по 1751 год.

### Двойной червонец 1701 года
Червонцы в Российской империи чеканились при Петре I с 1701 года. Двойной червонец образца 1701 года чеканился на Кадашёвском монетном дворе из золота 969-й пробы тем же штемпелем, что и червонец, но имел вдвое большую толщину. Диаметр двойного червонца 1701 года составлял 24 мм, вес — 6,94 г. В оформлении двойной червонец не отличался от червонца того же года. На аверсе изображён профиль Петра I в лавровом венке и надпись «ЦАРЬ ПЕТР АЛЕКСЕЕВИЧ». На реверсе двуглавый орёл, выполненная кириллицей дата чеканки и надпись «САМОДЕРЖЕЦ ВСЕЯ РОССИИ». По краю монеты с обеих сторон — выпуклый точечный ободок.

### Двойной червонец 1714 года
Двойной червонец 1714 года чеканился на Красном монетном дворе. Его вес соответствовал двойному червонцу 1701 года, но проба золота была более высокая — 980-я. Диаметр увеличился до 27 мм. На аверсе изображён профиль Петра I в лавровом венке и надпись «ЦАРЬ ПЕТР АЛЕКСЕЕВИЧ». По кругу выполнена надпись (начиная сверху) «ВСЕ РОСІСКИ САМОДЕРЖЕЦЪ» и дата арабскими цифрами. Ободок по окружности лицевой и оборотной сторон монеты выполнен из мелких выпуклых точек.

### Двойной червонец 1749 года
Двойной червонец Елизаветы Петровны чеканился с 1749 по 1751 год в Москве на Красном монетном дворе. В центре аверса изображён профиль императрицы Елизаветы Петровны, вокруг портрета выполнен текст: «Б•М•ЕЛИСАВЕТЪ•I•IМПЕРАТРИЦА•». Центр реверса занят гербом двуглавым орлом. Вокруг орла надпись «•1749•IСАМОДЕРЖ•ВСЕРОСИСКАЯ». Монета имеет гладкий гурт, изготовлена из золота 986 пробы. Вес металла составляет 6,94 г.

### Андреевский двойной червонец
Андреевский двойной червонец чеканился  с 1749 по начало 1750-х годов в Москве на Красном монетном дворе. В центре аверса изображён профиль императрицы Елизаветы Петровны, вокруг портрета выполнен текст: «Б•М•ЕЛИСАВЕТЪ•I•IМПЕРАТРИЦА•.». На реверсе монеты изображён Андрей Первозванный в одеждах с крестом позади него, с двух сторон цифры года чеканки.